# Villa Marista
Villa Marista je vězení, nacházející se v kubánské Havaně, proslavené zadržováním politických vězňů kubánskou tajnou policií. Budova původně sloužila jako chlapecká katolická škola.
Mezi vězně zadržované ve Villa Marista patřili např. básník Nicolas Guillén, disident Vladimiro Roca či politik Jesús Escandell.